# 圣马丹贝勒维
圣马丹贝勒维（法語：Saint-Martin-Bellevue，發音：[sɛ̃ maʁtɛ̃ bɛlvy]）是法国上萨瓦省阿讷西区曾经的一个市镇，位于该省中部，面积9.33平方千米，2018年1月1日人口为2,732人。。2017年1月1日，圣马丹贝勒维与另外4个市镇合并为新市镇菲利耶尔。

## 地理
圣马丹贝勒维（45°57'44"N, 6°8'55"E）面积9.33平方千米，位于法国奥弗涅-罗讷-阿尔卑斯大区上萨瓦省，该省份为法国东部省份，历史上为薩伏依的一部分，北与瑞士接壤，西接安省，南至萨瓦省，东与瑞士和意大利接壤。
与圣马丹贝勒维接壤的市镇（或旧市镇、城区）包括：阿隆济耶拉卡耶、阿尔戈奈、沙尔沃内、屈瓦、莱索利耶尔、普兰日、维拉兹、维伊勒佩卢。
圣马丹贝勒维的时区为UTC+01:00、UTC+02:00（夏令时）。

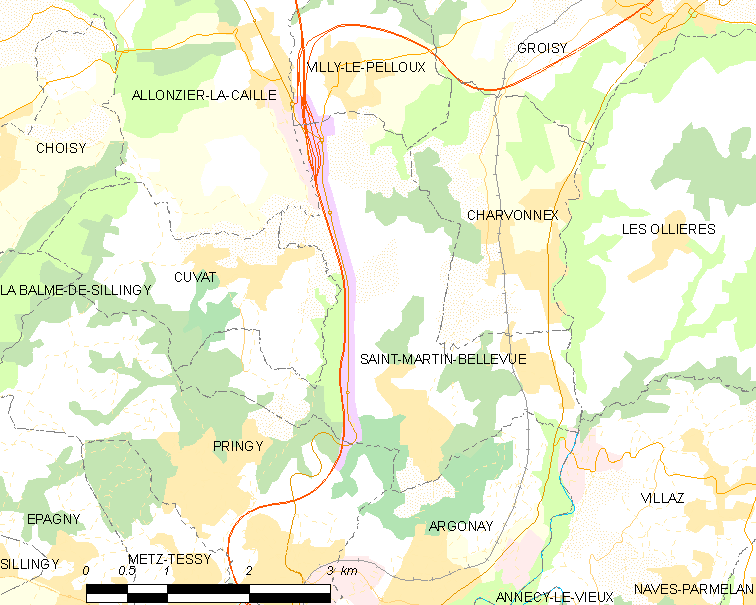
圣马丹贝勒维的OSM定位图

## 行政
圣马丹贝勒维的邮政编码为74370，INSEE市镇编码为74245。

## 政治
圣马丹贝勒维所属的省级选区为阿讷西第三县。

## 人口

1962-2008年间圣马丹贝勒维人口变化图示

圣马丹贝勒维于2018年1月1日时的人口数量为2732人。